# Marguerite Perey
Marguerite Catherine Perey (ur. 19 października 1909 w Villemomble, zm. 13 maja 1975 w Louveciennes) – francuska chemiczka i fizyczka. W 1939 roku odkryła najbardziej reaktywny metal alkaliczny – frans.

## Życiorys
Po ukończeniu École d’Enseignement Technigue Feminine w 1929 roku otrzymała tytuł technika – chemika. W latach 1929–1946 pracowała w Instytucie Radowym i do roku 1934 była asystentką Marii Skłodowskiej-Curie.
Wspominała: „U boku Marii Curie nagle znalazłam się w gronie najwybitniejszych chemików francuskich. Ja, która miałam tylko jeden mizerny dyplom”.
W 1939 roku zajmowała się badaniami preparatów aktynu i odkryła frans. Podczas II wojny światowej rozpoczęła studia na Sorbonie. W 1946 roku uzyskała stopień doktora chemii. W latach 1946–1949 pracowała w Narodowym Centrum Badań Naukowych (CNRS). Od 1949 roku prowadziła katedrę radiochemii na uniwersytecie w Strasburgu i pełniła funkcję kierownika Instytutu Chemii Jądrowej. Założone przez nią laboratorium dla studentów i współpracowników w 1958 roku przekształcono w Laboratorium Chemii Nuklearnej przy Centrum Badań Nuklearnych w Strasburgu – Cronenbourgu, a Perey powierzono funkcję jego dyrektora.
Od początku lat 50. Perey zaczęła odczuwać coraz silniejsze dolegliwości i bóle, które znacznie ograniczały jej działalność naukową. W 1958 r. stwierdzono w jej ciele wysoką zawartość promieniotwórczego aktynu, co niewątpliwie miało związek z jej działalnością naukową. W 1960 r. zdiagnozowano u niej raka kości. Uczona została zmuszona przerwać aktywność zawodową i przenieść się do Nicei, gdzie poddała się leczeniu, mającemu zahamować postęp choroby. Zmarła ostatecznie w 1975 r.

## Nagrody i odznaczenia
W 1960 r. została odznaczona krzyżem oficerskim francuskiej Legii Honorowej oraz nagrodą Grand Prix Scientifique Miasta Paryża. Otrzymała także Prix Le Conte Francuskiej Akademii Nauk oraz Order Palm Akademickich w klasie komandorskiej. W 1962 roku Perey została pierwszą kobietą przyjętą do Francuskiej Akademii Nauk. W 1964 r. otrzymała Nagrodę Lavoisiera oraz srebrny medal Société Chimique de France. W 1973 r. została odznaczona Narodowym Orderem Zasługi III klasy (komandorskim).